# 앨버트 다이시
앨버트 다이시(Albert Venn Dicey, 1835년 2월 4일 ~ 1922년 4월 7일)는 영국의 휘그주의 법관이자 헌법학자이다. 그는 저서 《헌법학 입문》(Introduction to the Study of the Law of the Constitution)으로 가장 유명하다. 그의 저서에서 상세히 기술된 원칙들은 영국 불문헌법의 일부로 간주되기도 한다. 17세기에 사용된 용어인 법의 지배라는 표현을 19세기에 유행시켰다.

## 같이 보기
- 법의 지배 - 대륙법의 법치주의 보다 오래된 영미법상의 개념.